# Ludres
Ludres est une commune française située dans le département de Meurthe-et-Moselle en région Grand Est, à sept kilomètres au sud de Nancy.
Ses habitants sont les Ludréens.

## Géographie

### Localisation
Ludres est située en France, à 3,3 km de Messein, 5,4 de Houdemont et 10,4 km de Nancy.
| Chavigny | Houdemont    | Fléville-devant-Nancy |
|          | Ludres       |                       |
| Messein  | Richardménil | Lupcourt              |

### Noms de rues
Les noms des rues de Ludres reflètent l'importance qu'accorde la ville aux personnalités originaires de celle-ci. En effet, les 120 rues et impasses que comporte la ville se distinguent en deux types. Tandis que les voies principales portent le nom du lieu-dit, d'autres rues se situent dans des quartiers thématiques comme le quartier des sculpteurs, des savants ou encore des écrivains. En outre, deux nouvelles rues ont été inaugurées en 2011 et en 2012, et elles portent les noms de deux Prix Nobel français : Pierre-Gilles de Gennes et Georges Charpak.

### Sismicité
Commune située dans une zone 1 de sismicité très faible.

### Hydrographie
La commune est dans le bassin versant du Rhin au sein du bassin Rhin-Meuse. Elle est drainée par la conduite forcée d'alimentation du canal de jonction, le canal de jonction (embranchement de Nancy), le ruisseau de la Prairie et le ruisseau d'Hurpont,,.

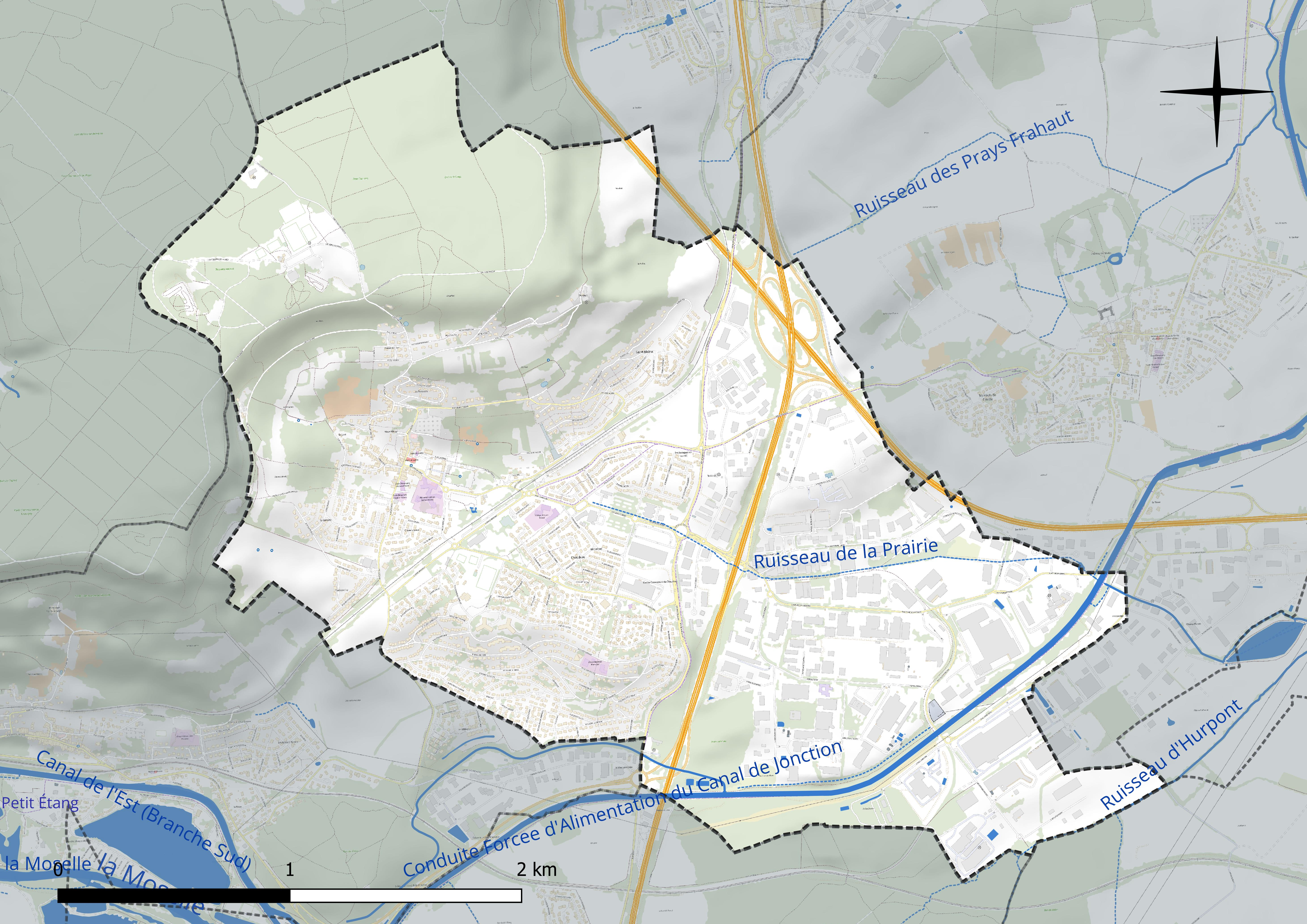
Réseau hydrographique de Ludres.

### Climat
Pour des articles plus généraux, voir Climat du Grand Est et Climat de Meurthe-et-Moselle.
En 2010, le climat de la commune est de type climat des marges montargnardes, selon une étude du Centre national de la recherche scientifique s'appuyant sur une série de données couvrant la période 1971-2000. En 2020, Météo-France publie une typologie des climats de la France métropolitaine dans laquelle la commune est exposée à un climat semi-continental et est dans la région climatique  Lorraine, plateau de Langres, Morvan, caractérisée par un hiver rude (1,5 °C), des vents modérés et des brouillards fréquents en automne et hiver. 
Pour la période 1971-2000, la température annuelle moyenne est de 9,5 °C, avec une amplitude thermique annuelle de 17 °C. Le cumul annuel moyen de précipitations est de 836 mm, avec 12,4 jours de précipitations en janvier et 10 jours en juillet. Pour la période 1991-2020, la température moyenne annuelle observée sur la station météorologique de Météo-France la plus proche, « Nancy-Essey », sur la commune de Tomblaine à 8 km à vol d'oiseau, est de 11,0 °C et le cumul annuel moyen de précipitations est de 746,3 mm. 
La température maximale relevée sur cette station est de 40,1 °C, atteinte le 24 juillet 2019 ; la température minimale est de −24,8 °C, atteinte le 21 février 1956,,. 
| Mois                                  | jan.             | fév.             | mars             | avril           | mai             | juin           | jui.          | août           | sep.            | oct.            | nov.             | déc.             | année      |
| ------------------------------------- | ---------------- | ---------------- | ---------------- | --------------- | --------------- | -------------- | ------------- | -------------- | --------------- | --------------- | ---------------- | ---------------- | ---------- |
| Température minimale moyenne (°C)     | −0,2             | 0                | 2,1              | 4,5             | 8,7             | 12,2           | 14,2          | 13,9           | 10,2            | 7,1             | 3,4              | 1                | 6,4        |
| Température moyenne (°C)              | 2,6              | 3,5              | 6,9              | 10,2            | 14,2            | 17,9           | 20            | 19,6           | 15,6            | 11,3            | 6,4              | 3,5              | 11         |
| Température maximale moyenne (°C)     | 5,4              | 7,1              | 11,6             | 15,8            | 19,8            | 23,5           | 25,8          | 25,4           | 20,9            | 15,5            | 9,4              | 6                | 15,5       |
| Record de froid (°C) date du record   | −21,6 13.01.1968 | −24,8 21.02.1956 | −15,9 04.03.1965 | −6,8 02.04.1958 | −4,2 03.05.1960 | 1,6 05.06.1953 | 2 01.07.1962  | 2,8 26.08.1966 | −1,3 24.09.1948 | −7,9 27.10.1950 | −12,7 23.11.1998 | −21,3 30.12.1939 | −24,8 1956 |
| Record de chaleur (°C) date du record | 16,8 05.01.1999  | 20,8 27.02.19    | 26 31.03.21      | 29,3 18.04.1949 | 33 28.05.17     | 37,2 26.06.19  | 40,1 24.07.19 | 39,3 08.08.03  | 34,4 15.09.20   | 27,6 13.10.23   | 22,7 02.11.20    | 18,5 16.12.1989  | 40,1 2019  |
| Ensoleillement (h)                    | 524              | 801              | 1 396            | 1 812           | 2 056           | 2 235          | 2 348         | 2 194          | 1 719           | 1 046           | 521              | 432              | 17 083     |
| Précipitations (mm)                   | 64,4             | 54,8             | 54,1             | 44,3            | 67,9            | 56             | 63            | 67,2           | 61,1            | 66,5            | 68,9             | 78,1             | 746,3      |

| Diagramme climatique                                  |          |             |             |             |            |            |              |              |             |            |        |
| J                                                     | F        | M           | A           | M           | J          | J          | A            | S            | O           | N          | D      |
| 5,4−0,264,4                                           | 7,1054,8 | 11,62,154,1 | 15,84,544,3 | 19,88,767,9 | 23,512,256 | 25,814,263 | 25,413,967,2 | 20,910,261,1 | 15,57,166,5 | 9,43,468,9 | 6178,1 |
| Moyennes : • Temp. maxi et mini °C • Précipitation mm |          |             |             |             |            |            |              |              |             |            |        |

Les paramètres climatiques de la commune ont été estimés pour le milieu du siècle (2041-2070) selon différents scénarios d'émission de gaz à effet de serre à partir des nouvelles projections climatiques de référence DRIAS-2020. Ils sont consultables sur un site dédié publié par Météo-France en novembre 2022.

### Voies de communication et transports

#### Voies routières
Autoroutes proches : 
- A31 (aussi appelée autoroute de Lorraine-Bourgogne): Échangeurs Nancy-centre, Nancy-Gentilly, Parc de Haye.
- A33.
- A330 : Échangeurs Les Baraques, Neuves-Maisons - D331, Fléville.

#### Transports en commun
- Fluo Grand Est.
- Ludres est reliée au Grand Nancy grâce aux lignes d'autobus du réseau de transport de l'agglomération Nancéienne appelé Réseau Stan :

Ligne 14 Express : Ludres - Nancy Gare
Ligne 17 : Ludres Marie Marvingt - Villers Campus Sciences
Ligne 21 : Ludres Marvingt / Fléville - Nancy Gare
Ligne 50 (scolaire) : Ludres - Jarville Sion
Ligne 67 (scolaire) : Ludres J. Monod - Fléville l'Orée du Bois
Ligne fluo TER Grand Est : Nancy Gare - Ludres Gare

#### Transport ferroviaire

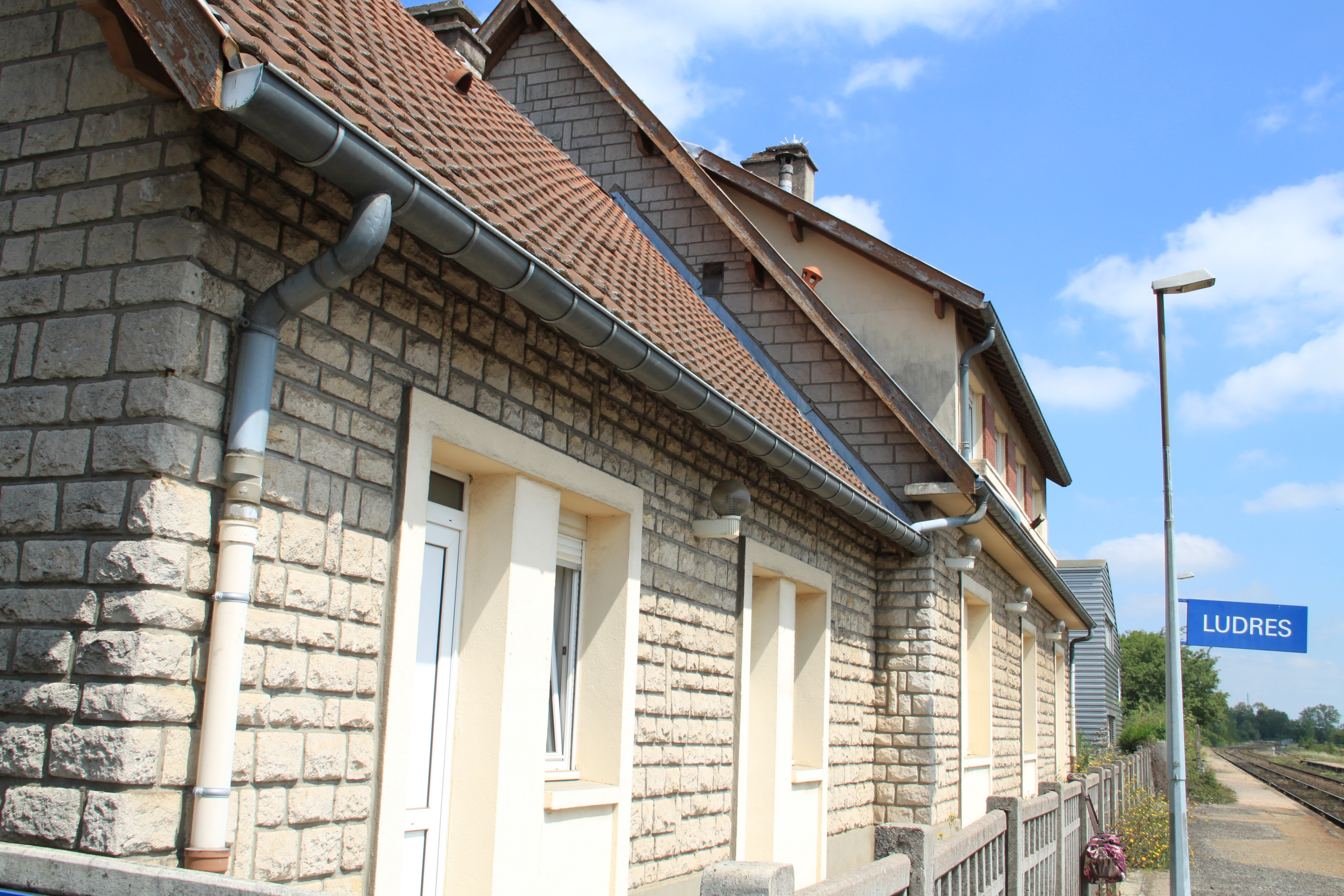
Perspective sur la gare de Ludres.

En complément de l'offre de lignes d'autobus, Ludres dispose également d'une ligne de chemin de fer reliant Nancy à Pont-Saint-Vincent (la ligne L6 du réseau TER Fluo Grand Est). La ligne est assez fréquentée (à raison d'un train toutes les 30 minutes aux heures de pointe en semaine) et propose une réelle attractivité avec ce transport pour les Ludréens qui se rendent sur Nancy.
En effet, la commune est reliée à la ville de Nancy en 14 minutes seulement contre 35 à 40 minutes théoriques, avec la ligne 14 du Stan (45 à 50 minutes officieusement en raison des embouteillages dans le quartier de la gare et en périphérie de Nancy que la ligne traverse). La gare se situe dans le quartier « Sainte-Blaine », non loin de la mairie.

## Urbanisme

### Typologie
Au 1er janvier 2024, Ludres est catégorisée ceinture urbaine, selon la nouvelle grille communale de densité à sept niveaux définie par l'Insee en 2022.
Elle appartient à l'unité urbaine de Ludres, une agglomération intra-départementale regroupant deux  communes, dont elle est ville-centre,,. Par ailleurs la commune fait partie de l'aire d'attraction de Nancy, dont elle est une commune de la couronne,. Cette aire, qui regroupe 353 communes, est catégorisée dans les aires de 200 000 à moins de 700 000 habitants,.

### Occupation des sols
L'occupation des sols de la commune, telle qu'elle ressort de la base de données européenne d’occupation biophysique des sols Corine Land Cover (CLC), est marquée par l'importance des territoires artificialisés (65,5 % en 2018), en augmentation par rapport à 1990 (51,2 %). La répartition détaillée en 2018 est la suivante : zones industrielles ou commerciales et réseaux de communication (37 %), zones urbanisées (23,8 %), forêts (18,8 %), zones agricoles hétérogènes (8,5 %), espaces verts artificialisés, non agricoles (4,8 %), prairies (4 %), terres arables (3,3 %). L'évolution de l’occupation des sols de la commune et de ses infrastructures peut être observée sur les différentes représentations cartographiques du territoire : la carte de Cassini (XVIIIe siècle), la carte d'état-major (1820-1866) et les cartes ou photos aériennes de l'IGN pour la période actuelle (1950 à aujourd'hui).

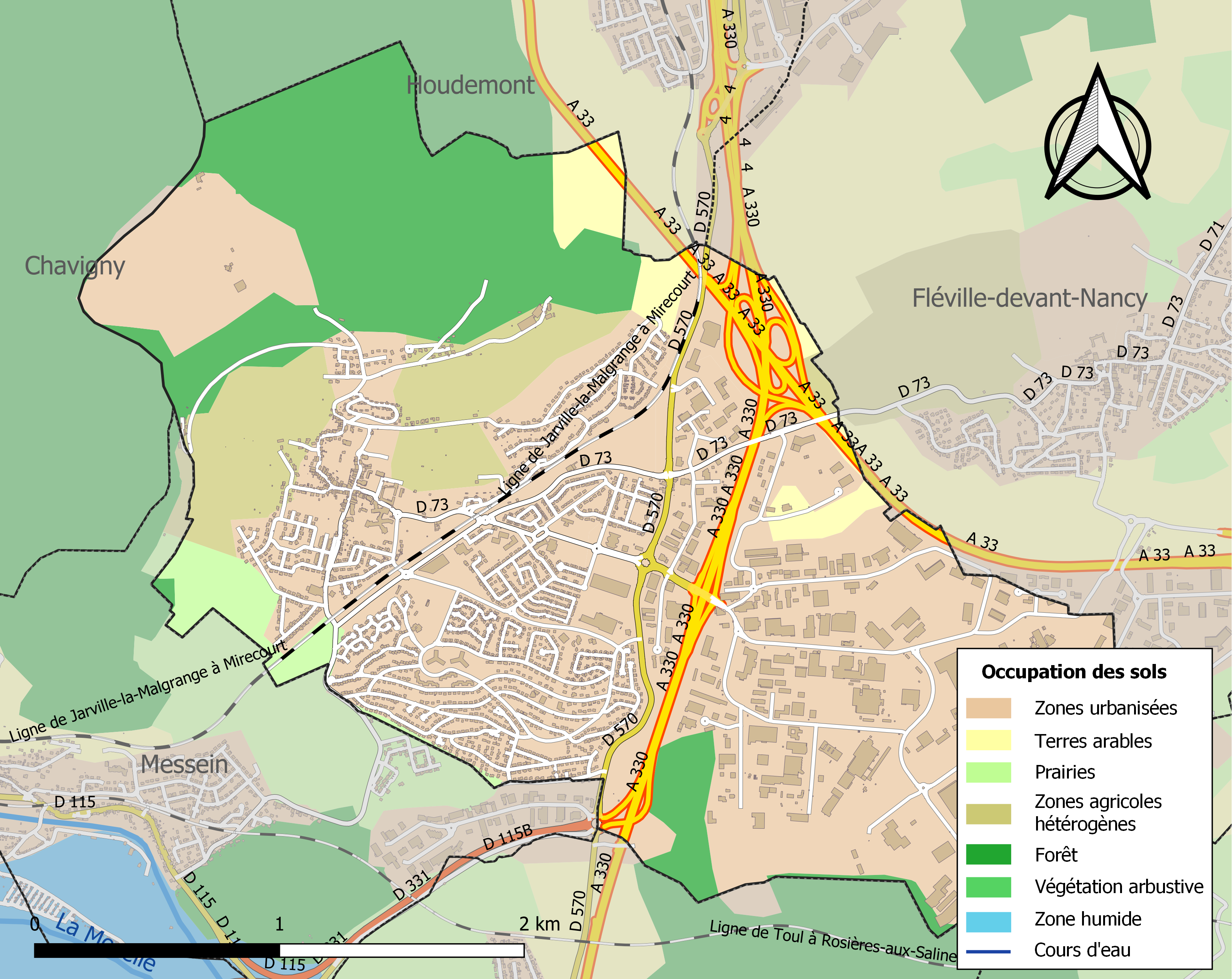
Carte des infrastructures et de l'occupation des sols de la commune en 2018 (CLC).

## Toponymie
Le nom de la localité est attesté sous les formes Olardus de Lusde (vers 1070) ; Ecclesia Lusde (1142) ; Alodium apud Lusda (1127-1168) ; Parrochia Lude ; Remericus miles Lude (1127-1158) ; Luzda (1178) ; Ludey (1182) ; Lugdes (1288) ; Leudes (1357) ; Ludes (1365) ; Ludia (1394) ; Th. de Luddibus (1400) ; Luddes (1427).

D'après Ernest Nègre : Attraction de l'oïl loutre, lutre.

Plus probable : Ludres viendrait de Lugdes, issu du gaulois Lug-dunum, même étymologie que Lyon ou Loudun, signifiant mont ou fort de Lug, « mont ou fort de la Lumière », ou tout simplement « mont, fort ensoleillé ». Lug étant le dieu solaire des Gaulois.

## Histoire

### Protohistoire
Les vestiges d'un camp protohistorique (la cité d'Affrique, où l'on a étudié le procédé de construction de murs vitrifiés) sont encore visibles sur les coteaux de Ludres, sur le territoire de la commune de Messein, et témoignent d'une implantation ancienne, fin Hallstatt-début La Tène. Ludres a toujours été habité depuis l'âge du fer, avec en particulier l'exploitation de la minette Lorraine (minerai oolithique comportant seulement 20 % de fer).

### Moyen-Âge
Un fourneau de réduction du minerai de fer, datant de la période 450-550, y a été fouillé en 1997. Il servait à la production de fer brut.
Des vestiges d'ateliers médiévaux de production de fer subsistent sous le village, de la mairie à la Maison Gallé (Centre culturel consacré aux arts du patrimoine et contemporains dans une maison d'anciens vignerons et laitiers de la famille « Cuirin » et réhabilitée par la commune ; Emile Gallé n'y a jamais vécu).

### Époque contemporaine
Le conseil municipal de Ludres demande, le 3 octobre 1836, l'ouverture d'une foire aux bestiaux dans la commune. Cette demande est refusée le 11 mars 1837 par le ministère du Commerce et des Travaux Publics, en raison de la taille peu importante de la ville et de la proximité avec Nancy..
Cette année-là, les terres de la commune sont essentiellement composées de bois (184 hectares), cultures de céréales (131 hectares) et jachère (95 hectares) mais aussi de prairie (75 hectares), vigne (57 hectares) et diverses autres plantes (navettes, colza, trèfle, luzerne, 23 hectares).
En raison d'une épidémie, la municipalité avait interdit le dépôt des tas de fumiers devant les habitations ; en 1854, 75 propriétaires cultivateurs déposent une pétition afin de lever l'interdiction, sans succès.
Le village de Ludres, alors essentiellement rural, est transformé par l'activité minière en 1870.
Le minerai des anciennes mines de fer de Ludres a été utilisé pour la fabrication des boulons qui ont servi à la construction de la tour Eiffel alors que la structure provenait des forges de Pompey.
La ville a subi des dommages au cours de la Seconde Guerre mondiale (1939-1945).

## Politique et administration

### Liste des maires
| Période                                  | Période   | Identité                                       | Étiquette        | Qualité |
| ---------------------------------------- | --------- | ---------------------------------------------- | ---------------- | --- |
| Les données manquantes sont à compléter. |           |                                                |                  | |
| 1944                                     | 1958      | Cyprien Linel                                  |                  | Comptable |
| 1959                                     | mars 1963 | Alexandre Dechanet                             |                  | Chef d'équipe                                                                                                 |
| mars 1963                                | mars 2008 | Charles Choné (1927-2018)                      | UDF-CDS puis DVD | Agriculteur Conseiller général du canton de Jarville-la-Malgrange (1985-1998) Ancien président du Grand Nancy |
| mars 2008                                | En cours  | Pierre Boileau, Réélu pour le mandat 2020-2026 | DVD              | Ancien cadre                                                                                                  |

### Budget et fiscalité 2021
En 2021, le budget de la commune était constitué ainsi :
- total des produits de fonctionnement : 6 465 000 €, soit 1 039 € par habitant ;
- total des charges de fonctionnement : 5 380 000 €, soit 865 € par habitant ;
- total des ressources d'investissement : 2 259 000 €, soit 363 € par habitant ;
- total des emplois d'investissement : 2 707 000 €, soit 435 € par habitant ;
- endettement : 1 757 000 €, soit 282 € par habitant.

Avec les taux de fiscalité suivants :
- taxe d'habitation : 8,81 % ;
- taxe foncière sur les propriétés bâties : 23,45 % ;
- taxe foncière sur les propriétés non bâties : 12,12 % ;
- taxe additionnelle à la taxe foncière sur les propriétés non bâties : 0,00 % ;
- cotisation foncière des entreprises : 0,00 %.

Chiffres clés Revenus et pauvreté des ménages en 2020 : médiane en 2020 du revenu disponible, par unité de consommation : 26 890 €.

### Jumelages
- Furth im Wald (Allemagne)
- Furth bei Göttweig (Autriche)
- Domažlice (Tchéquie)

## Population et société

### Démographie

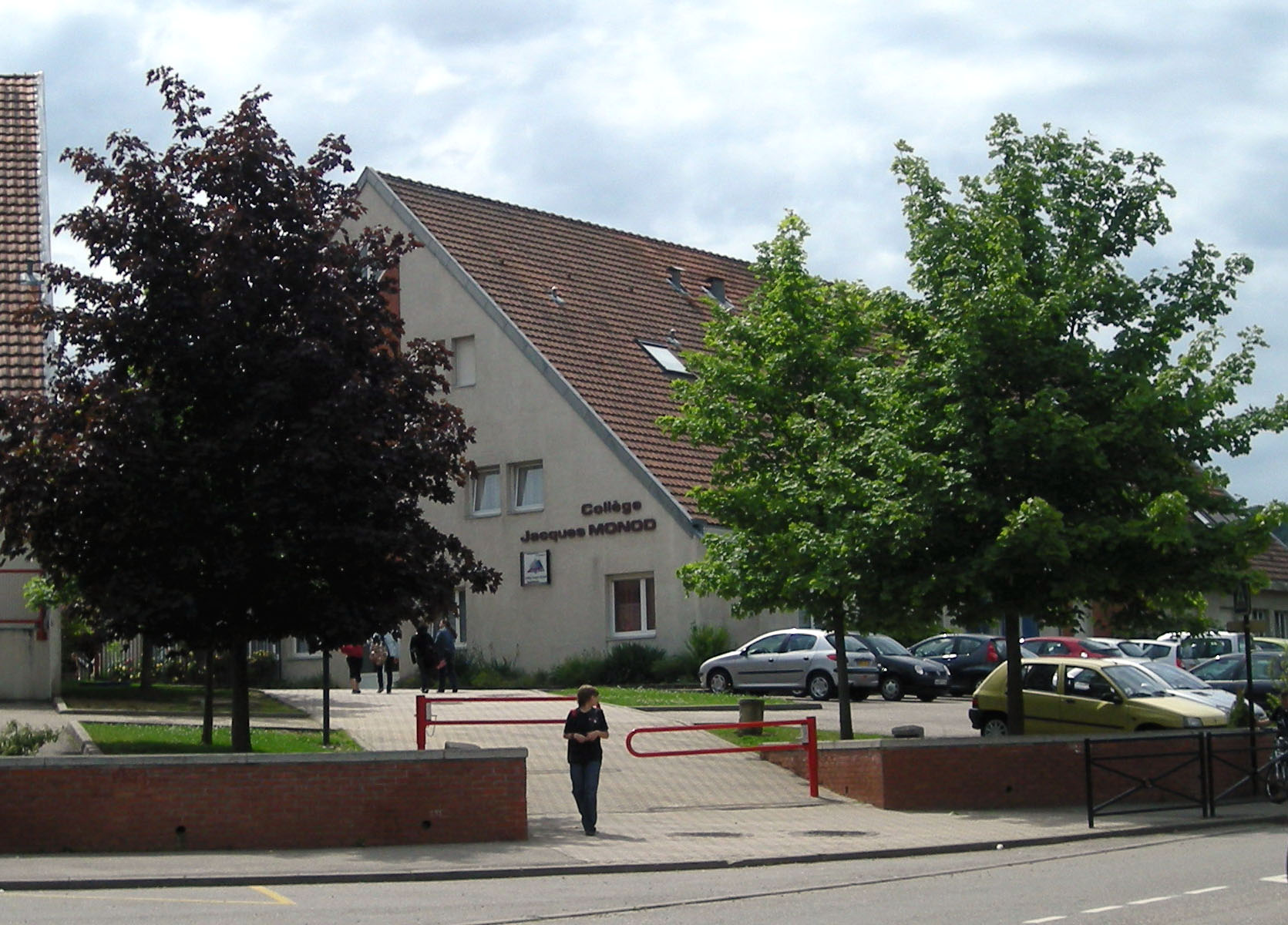
Accès au collège Jacques-Monod.

L'évolution du nombre d'habitants est connue à travers les recensements de la population effectués dans la commune depuis 1793. Pour les communes de moins de 10 000 habitants, une enquête de recensement portant sur toute la population est réalisée tous les cinq ans, les populations de référence des années intermédiaires étant quant à elles estimées par interpolation ou extrapolation. Pour la commune, le premier recensement exhaustif entrant dans le cadre du nouveau dispositif a été réalisé en 2008.

En 2022, la commune comptait 5 899 habitants, en évolution de −6,34 % par rapport à 2016 (Meurthe-et-Moselle : −0,13 %, France hors Mayotte : +2,11 %).
| 1793 | 1800 | 1806 | 1821 | 1831 | 1836 | 1841 | 1846 | 1851 |
| ---- | ---- | ---- | ---- | ---- | ---- | ---- | ---- | ---- |
| 342  | 340  | 376  | 394  | 412  | 478  | 470  | 474  | 461  |

| 1856 | 1861 | 1872 | 1876 | 1881  | 1886 | 1891  | 1896  | 1901  |
| ---- | ---- | ---- | ---- | ----- | ---- | ----- | ----- | ----- |
| 510  | 510  | 494  | 635  | 1 001 | 965  | 1 053 | 1 121 | 1 230 |

| 1906  | 1911  | 1921 | 1926 | 1931  | 1936 | 1946 | 1954 | 1962  |
| ----- | ----- | ---- | ---- | ----- | ---- | ---- | ---- | ----- |
| 1 191 | 1 125 | 944  | 984  | 1 006 | 880  | 760  | 958  | 1 132 |

| 1968  | 1975  | 1982  | 1990  | 1999  | 2006  | 2008  | 2013  | 2018  |
| ----- | ----- | ----- | ----- | ----- | ----- | ----- | ----- | ----- |
| 1 239 | 1 582 | 5 376 | 6 236 | 6 821 | 6 699 | 6 662 | 6 491 | 6 134 |

| 2022  | - | - | - | - | - | - | - | - |
| ----- | - | - | - | - | - | - | - | - |
| 5 899 | - | - | - | - | - | - | - | - |

### Enseignement
Ludres possède deux écoles maternelles et primaires (Jacques-Prévert et Pierre-Loti), ainsi que le collège Jacques-Monod. Une école de musique qui était située dans les locaux de la gare a déménagé en 2007 dans les locaux de l'ancienne école Charcot.

### Santé
Professionnels et établissements de santé :
- médecins à Ludres, Messein, Richardménil, Méréville, Chavigny, Vandoeuvre-lès-Nancy ;
- pharmacies à Ludres, Richardménil, Vandoeuvre-lès-Nancy, Houdémont ;
- hôpitaux à Vandoeuvre-lès-Nancy, Neuves-Maisons, Laxou, Nancy ;
- centre hospitalier régional et universitaire de Nancy.

### Cultes
- Culrte catholique, Paroisse Sainte-Jeanne-de-Chantal[40], Diocèse de Nancy et Toul.

## Économie

### Entreprises et commerces

#### Agriculture
- Culture de céréales, de légumineuses et de graines oléagineuses.

#### Tourisme
Hébergements et restauration à Ludres, Houdemont, Méréville, Vendoeuvre-lès-Nancy, Neuves-Maisons, Villers-les-Nancy.

#### Commerces et services
Ludres doit sa dynamique actuelle en grande partie à sa zone d'activités de 310 entreprises, dénommée Dynapôle (agro-alimentaire, transport, services, etc.), ce qui en fait la première ZI du Grand Est. Cette zone industrielle est implantée sur le territoire de Ludres en partie, ainsi que sur celui de la commune voisine de Fléville-devant-Nancy.
Cette zone implantée non loin de l'échangeur autoroutier des autoroutes A33 et A330, permet de relier directement Nancy-Metz-Luxembourg-Sarrebrück d'une part, et Paris-Dijon-Lyon et Mulhouse-Bâle d'autre part.
Le taux de chômage sur l'ensemble de la ville oscille entre 6,5 % (juillet 2011) et 7,5 % (février 2013).

## Culture locale et patrimoine

### Lieux et monuments

#### Édifices civils

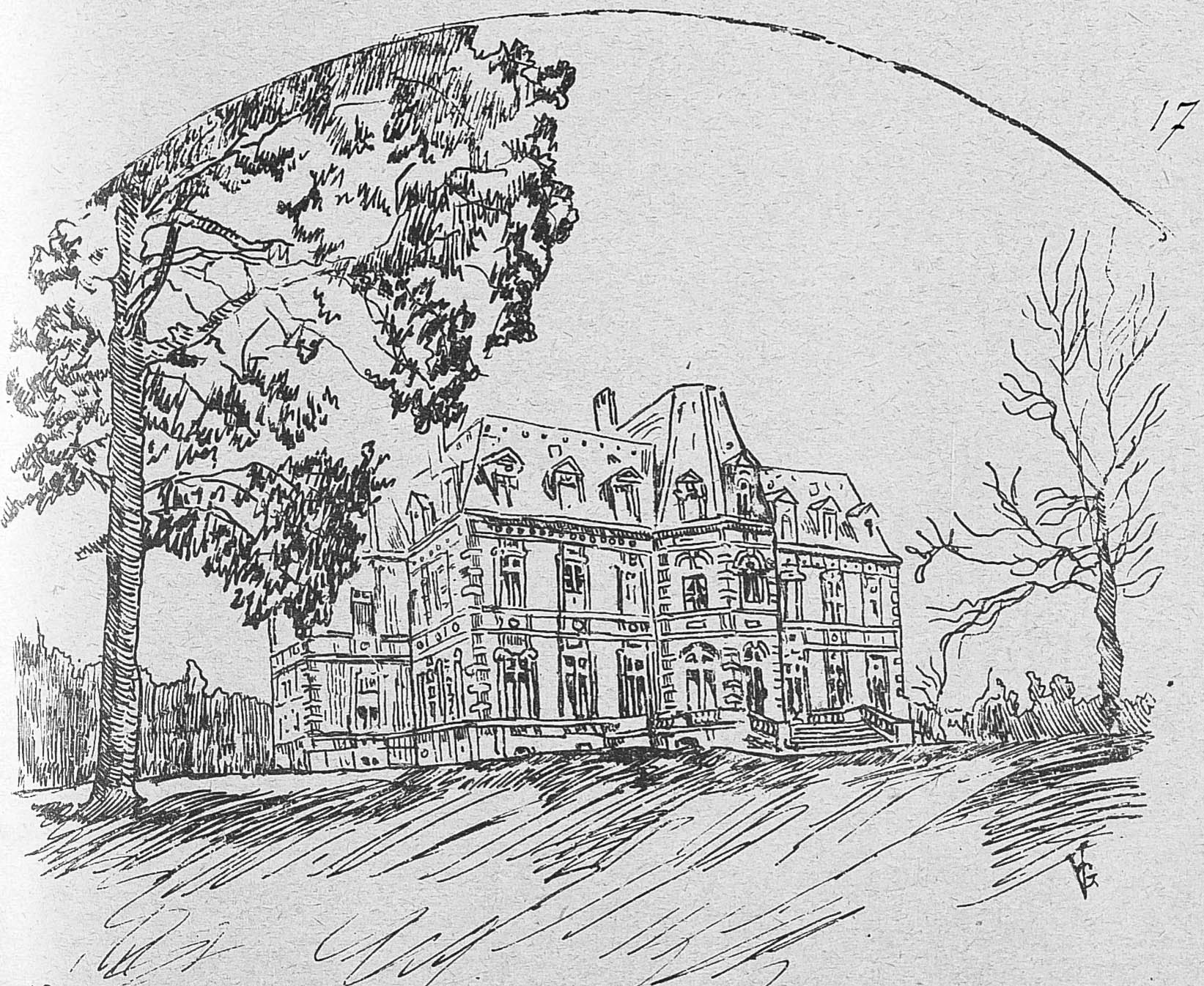
Le nain de Stanislas. Le château de Ludres. Extrait de La Lorraine artiste, année 1894.
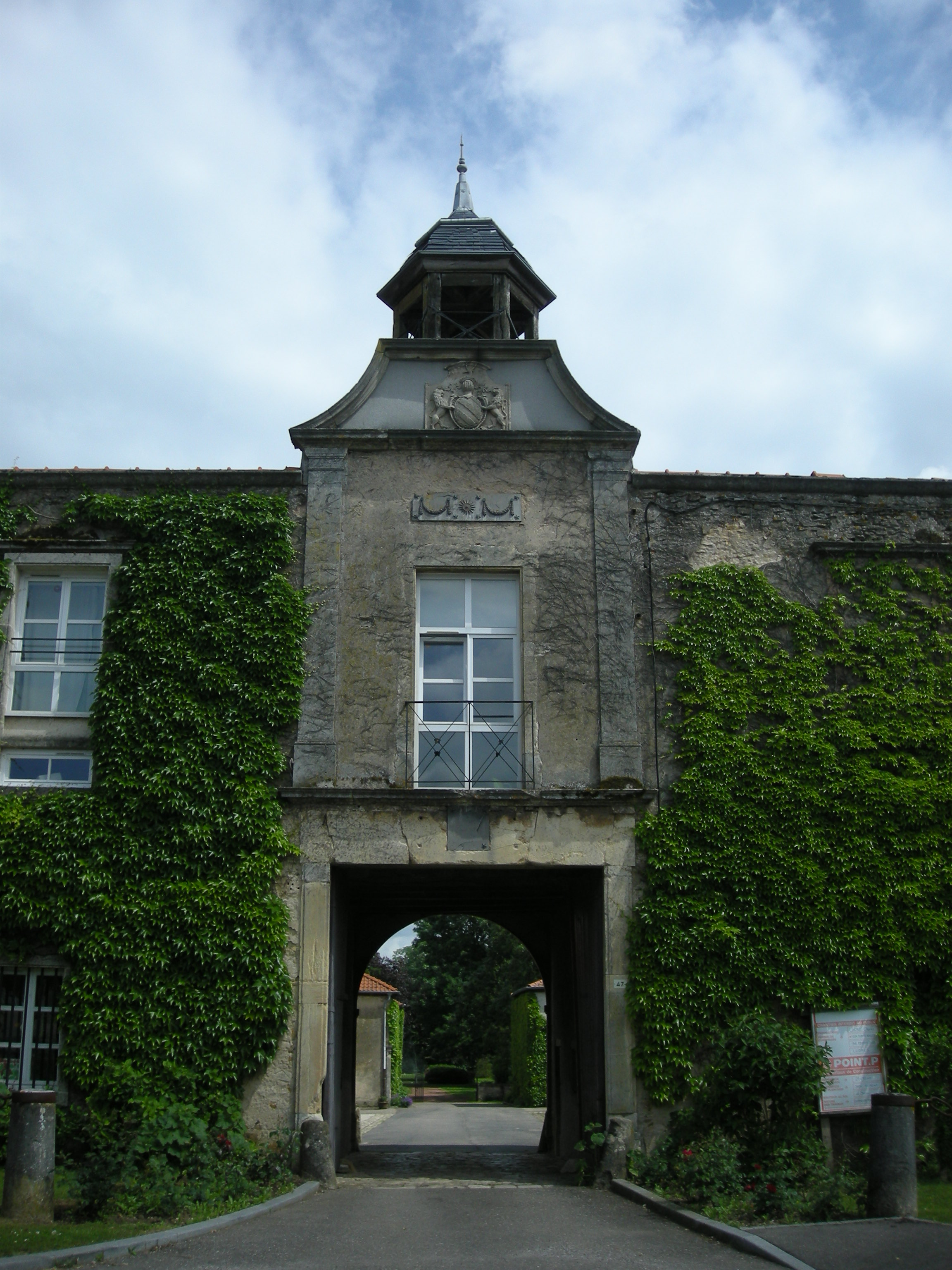
Vue du Porche sur le site de l'ancien château de Ludres (détruit) avec les armoiries de la famille de Ludres.
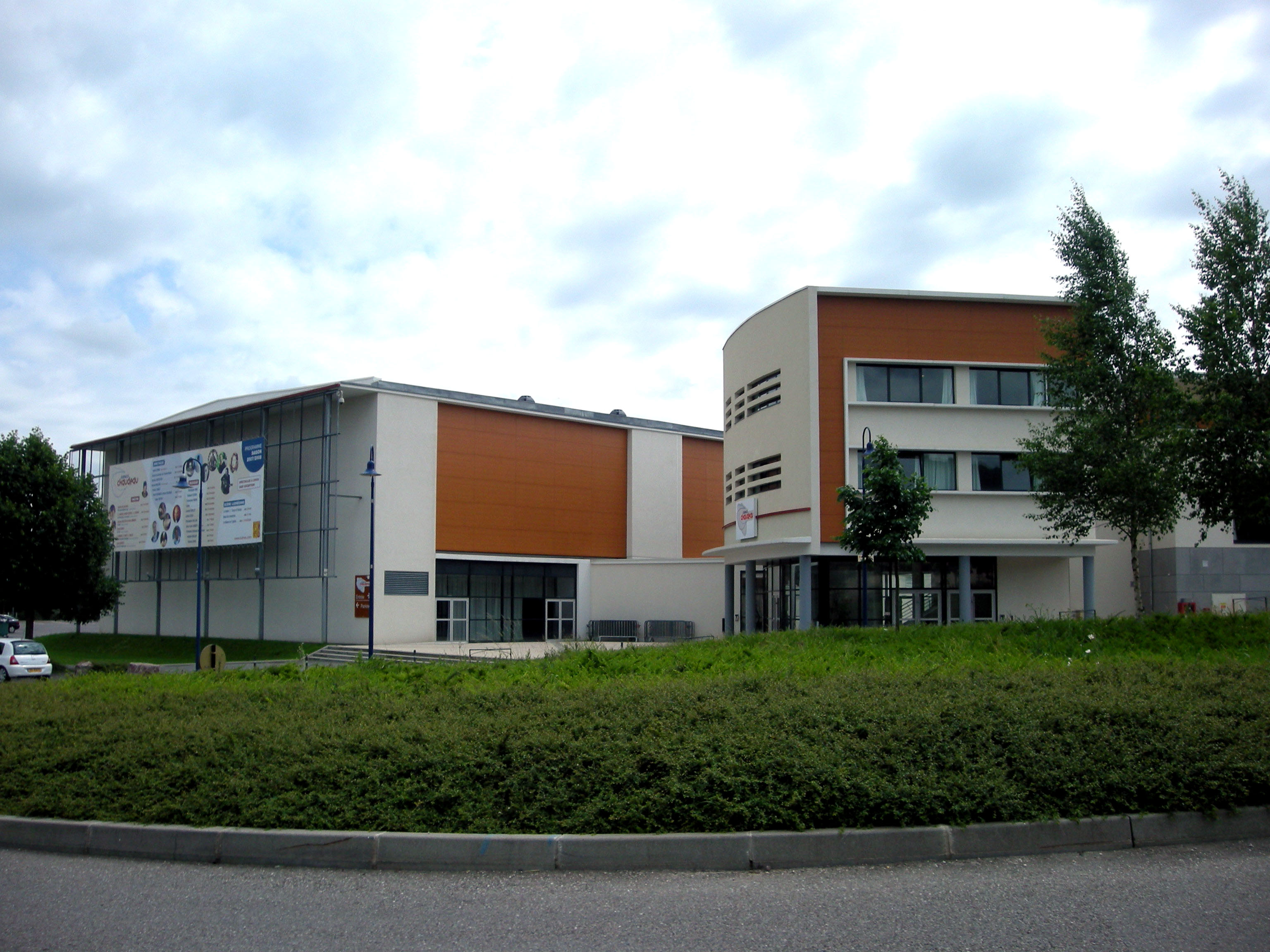
L'espace Chaudeau.
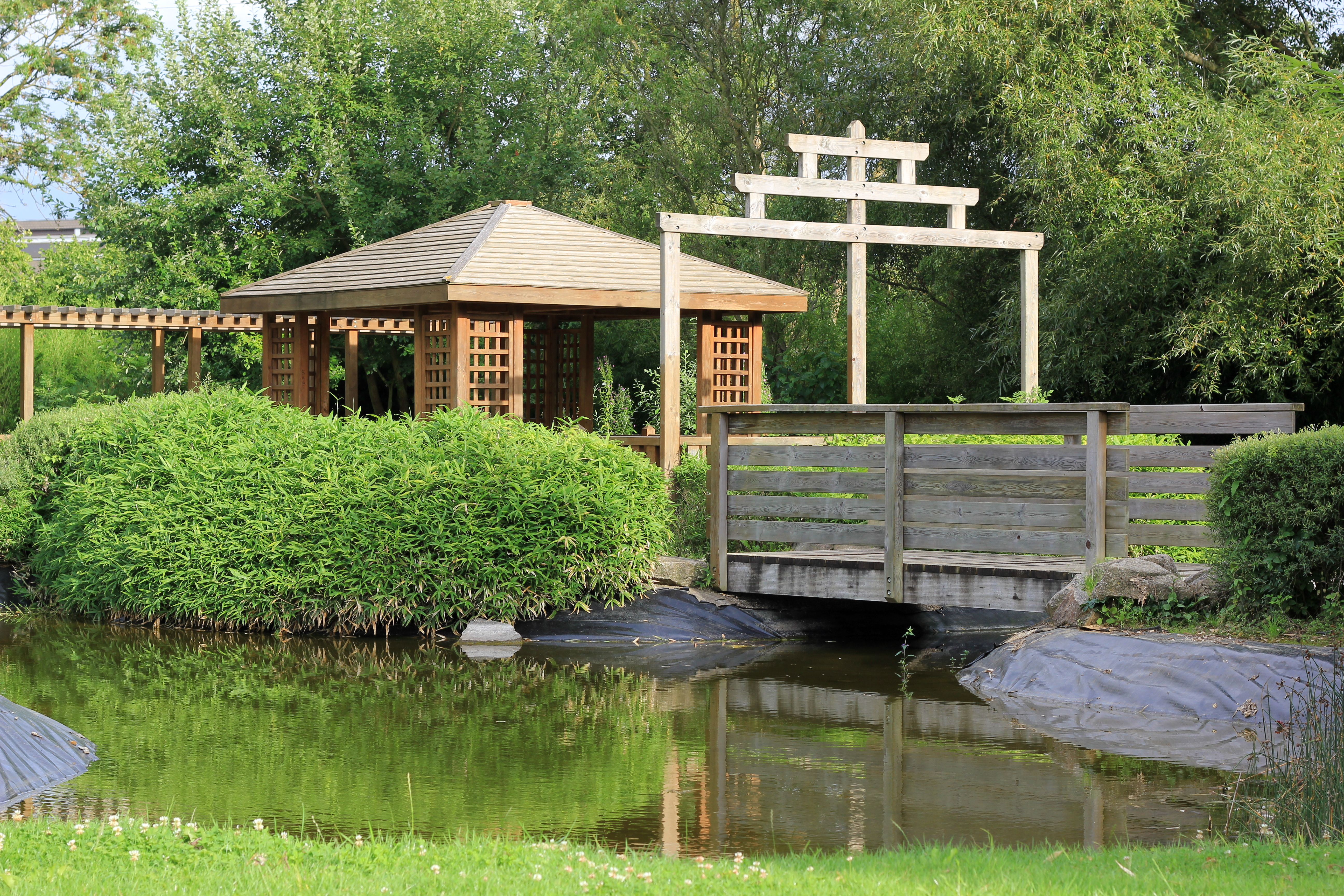
Pavillon du jardin japonais.
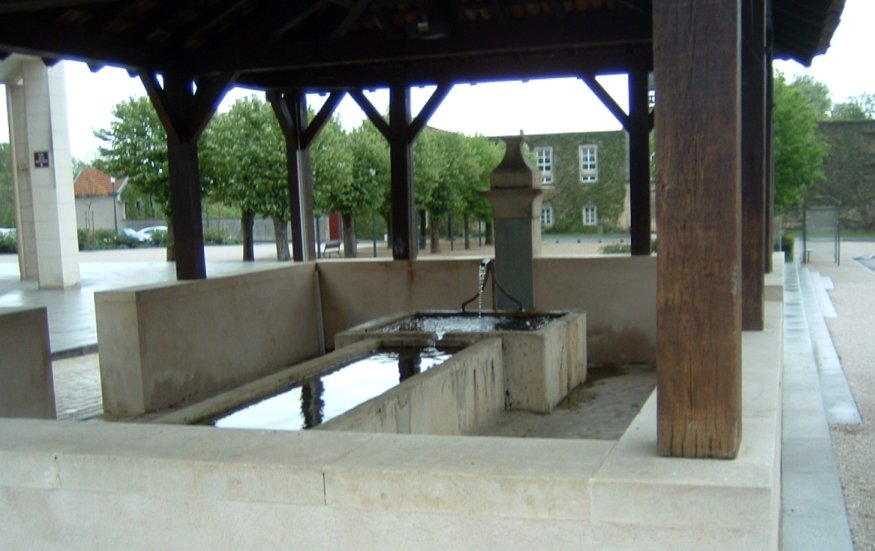
Lavoir.

Le château de Ludres.
- De nombreux vestiges gallo-romains découverts sur la commune au XIXe siècle (mobilier au Musée lorrain).
- Un Camp gaulois sur la hauteur dit « le camp d'Affrique » de 1200 m² : une partie du camp seulement est sur le territoire de Ludres.
- Des cimetières francs fouillés en 1905 et 1930.
- En 1282, le premier comte de Ludres Ferri 1er acheta sur Ludres des terres et une forteresse du moyen âge central. Cette forteresse était composée principalement d’une maison forte entourée de tours, de remparts et d’un pont levis. Au début du 17 ième siècle, le comte Henry 1er de Ludres transforma complètement la maison forte en un château d’agrément avec toits en ardoise y compris les tours. Une date 1628, en commémoration de la date de fin des travaux a été inscrite sur une clé de voûte d’une porte charretière, elle existe toujours. Le porche d’entrée qui rappelle cette même date, comporte les armoiries des comtes de Ludres. Ce château fut pour la plus grande partie complétement détruit à la révolution. Aujourd’hui il ne reste essentiellement que les tours, les remparts et de nombreuses meurtrières qui témoignent de son passé mais ne sont pas toujours visibles de l’extérieur notamment sur la façade donnant sur la place Ferri de Ludre[41].
- Un lavoir monumental XIXe siècle[42].
- Un canal de jonction : avec une écluse.
- La place Ferri-de-Ludre.
- Monument aux morts : Conflits commémorés : 1870-1871 -  1914-1918 - 1939-1945 - Indochine (1946-1954). Le Monument aux Morts se dresse sur la place Ferri. Il a été restauré avec le soutien de la Fondation du patrimoine[43],[44],[45].
- Parcs de Génobois ; parc Sainte-Thérèse.

#### Équipements culturels
- La ville est dotée d'une salle polyvalente inaugurée en octobre 2006 : l'Espace Chaudeau. Outre l'accueil des sports et des associations, la salle de 999 places permet une réception de qualité de grands comédiens, chanteurs et spectacles.
- À Ludres se situe l'un des trois plus grands cinémas de la métropole du Grand Nancy : Union générale cinématographique Ludres (UGC Ciné Cité Ludres), d'une capacité maximale de 2 972 places pour 14 salles.

#### Édifices religieux
- L'église Saint-Epvre construite au XVIe siècle, remaniée au 18e[46],[47].

avec vitraux,,,.
notamment un vitrail  de représentation traditionnelle de Saint-Nicolas avec les trois enfants. Il figure parmi les plus anciens de Lorraine. Il est daté du premier quart du XVIe siècle. Notons que le saint est représenté sans barbe comme toutes les représentations de l'époque (voir aussi, basilique de Saint-Nicolas-de-Port, église de Vézelise).
Tableau Vierge à l'Enfant,.
- La chapelle de la maison de retraite Sainte-Thérèse[55].
- Sculpture de Saint-Nicolas XVIe siècle, sur une maison.

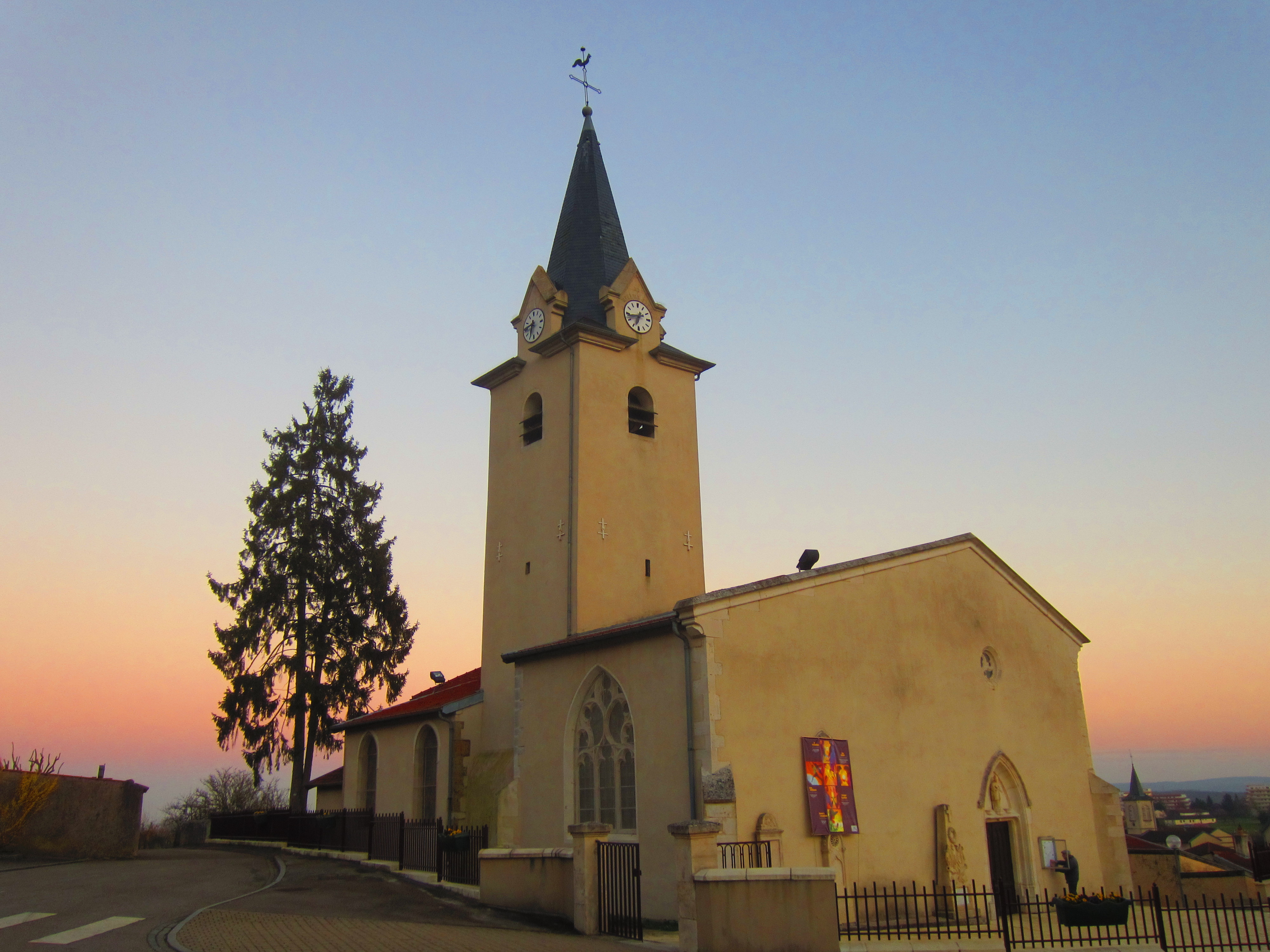
Église Saint-Epvre.
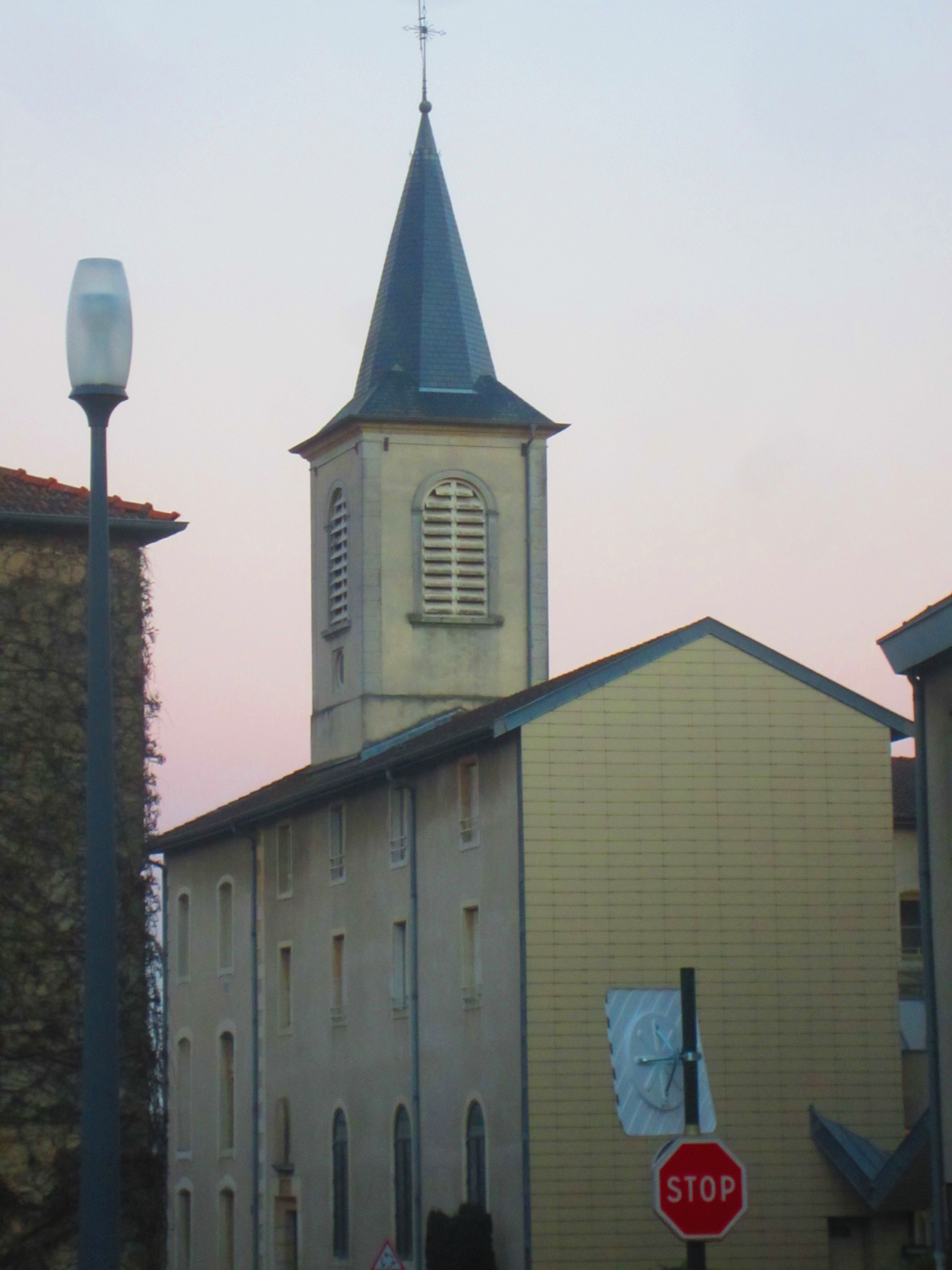
Chapelle de la maison de retraite Sainte-Thérèse.

### Personnalités liées à la commune
- L'office religieux de l'enterrement de Roger Piantoni le 31 mai 2018, s'est déroulé dans l'église de Ludres, en présence de nombreuses personnalités du football.
- La comtesse Isabelle de Ludres, fille de Jean de Ludres, y est née. Elle fut la maîtresse de Charles IV, duc de Lorraine et de Bar, puis du roi de France Louis XIV qui aimait son accent lorrain. On la connaît surtout pour sa rivalité avec Madame de Montespan, la favorite en titre à qui elle faisait de l'ombre.

### Héraldique
| Blason de Ludres | Blason  | Tranché : au premier d’or maçonné de gueules au casque romain du même brochant, au second d’or semé de pins stylisés (filet en pal sommé en pal alésé sommé d’un triangle en filet) de gueules, superposés et accolés, au pic et au marteau de mineur passés en sautoir, et à la lampe brochant en pal le tout du même brochant sur le semé ; à la bande de gueules chargée d’une branche de vigne vrillée et feuillée d’or fruitée de deux grappes de raisin du même, brochant sur la partition. |
| Blason de Ludres | Détails | Adopté le 15 juin 1976, ce blason rappelle la Lorraine (la bande de gueules), le vin apprécié du pays, le Camp d'Affrique (casque romain), et l'activité minière de la localité. L'Armorial des villes et villages de France : Ludres. |